# 박진우 (1983년)
박진우(朴鎭宇, 1983년 7월 31일 ~ )는 대한민국의 배우이다.

## 이력
2003년 3월에 뮤지컬 배우 첫 데뷔를 하였고 이듬해 2004년 MBC 문화방송 시트콤 《논스톱 5》에서 정식 연기자 데뷔하였다.

## 학력
- 수리고등학교 졸업
- 동국대학교 공과대학 전퇴
- 동국대학교 연극영화학과 학사

## 출연작

### 드라마
- 2004년 MBC 일일시트콤 《논스톱 5》 ... 박진우 역
- 2005년 KBS2 월화드라마 《그녀가 돌아왔다》 ... 젊은 정하록 역
- 2006년 SBS 수목드라마 《불량가족》 ... 하태경 역
- 2007년 SBS 금요드라마 《연인이여》 ... 강철 역
- 2007년 KBS2 일일시트콤 《못말리는 결혼》 ... 구충재 역
- 2008년 SBS 금요드라마 《비천무》 ... 남궁성 역
- 2008년 SBS 수목드라마 《바람의 화원》 ... 장효원 역
- 2008년 MBC 시즌드라마 《비포 앤 애프터 성형외과》 ... 김동준 역
- 2009년 KBS2 대하드라마 《천추태후》 ... 유행간 역
- 2009년 KBS2 아침드라마 《다 줄거야》 ... 이강호 역
- 2012년 tvN 일일드라마 《유리가면》 ... 김하준 역
- 2013년 MBC 수목드라마 《메디컬 탑팀》 ... 송범준 역 (특별출연)
- 2014년 KBS1 대하드라마 《정도전》 ... 고려 우왕 역
- 2015년 KBS2 일일드라마 《오늘부터 사랑해》 ... 강도진 역
- 2017년 MBC 주말연속극 《밥상을 차리는 남자》 ... 이소원 역
- 2019년 SBS 아침연속극 《수상한 장모》 ... 오은석 역
- 2020년 tvN 수목드라마 《메모리스트》
- 2021년 ~ 2022년 JTBC 토일드라마 《설강화 : snowdrop》

### 영화
- 2004년 《어린 신부》 ... 정우 역
- 2006년 《다세포 소녀》 ... 안소니/가난 소녀 오빠 역
- 2008년 《날나리 종부전》 ... 이정도 역

### 라디오 프로그램
- 2015년 EBS 《EBS 책 읽는 라디오 낭독 시리즈》

### CF 광고
- KTF - 지팡
- 레쓰비 - 사랑은 자리찾기다

## 수상 및 후보
| 연도 | 시상식       | 부문                             | 작품        | 결과 |
| ---- | ------------ | -------------------------------- | ----------- | ---- |
| 2019 | SBS 연기대상 | 장편드라마부문 남자 최우수연기상 | 수상한 장모 | 후보 |